# بتة كوه (زهرا السفلى)
بتة کوه (بالفارسية: پته کوه) هي قرية تقع في إيران في Zahray-ye Pain Rural District.